# Holger Laser

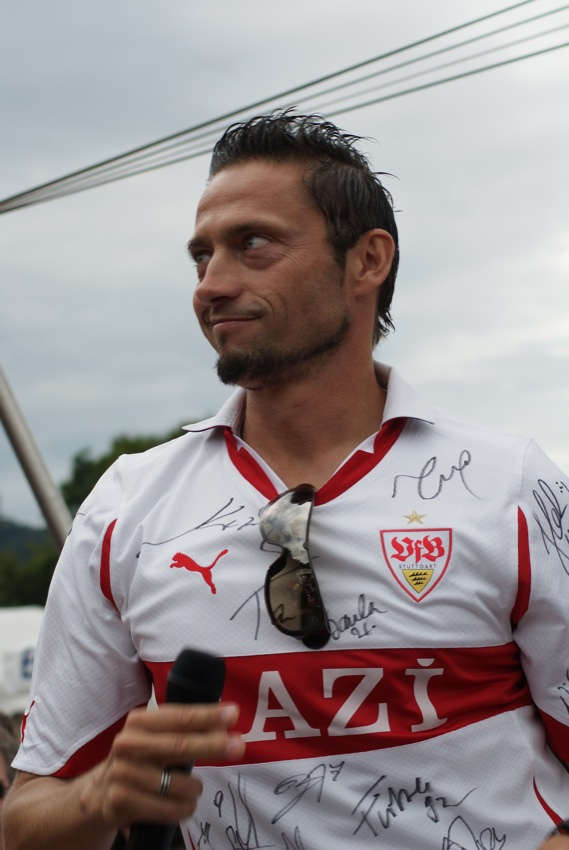
Holger Laser bei der Moderation der Saisoneröffnung des VfB Stuttgart 2010

Holger Laser (* 17. Oktober 1970 in Sindelfingen) ist ein deutscher Fernsehmoderator, Fernsehreporter und Stadionsprecher.
Im Oktober 1990 begann Laser an der Eberhard Karls Universität Tübingen ein Magisterstudium in Sport und Mathematik. Von 1993 bis 1998 absolvierte er ein Diplomstudium bei der Deutschen Sporthochschule Köln.
Im Februar 2001 trat er ein Praktikum beim Fernsehsender B.TV an. Von 2002 bis 2003 absolvierte Laser dort sein Volontariat als Videojournalist. Danach wurde er im Februar 2003 Moderator und Redakteur bei dem nun in BTV4U umbenannten Fernsehsender. Seine erste Fernsehsendung, in der er sowohl Kameramann, Moderator als auch Redakteur war, wurde Heute aus der Redaktion – Die BTV4U Daily-Doku-Soap, eine improvisierte Reportage-Reihe, bei der er die Mitarbeiter des Senders bei ihrer täglichen Arbeit mit der Kamera begleitete und interviewte. Im Mai 2003 wurde Laser für eine Reportage, welche er noch als Volontär zu B.TV-Zeiten erstellt hatte, von der Landesanstalt für Kommunikation Baden-Württemberg mit dem zweiten Platz in der Kategorie Volontäre des LfK-Medienpreises ausgezeichnet.
Bei BTV4U entwickelte er zusammen mit Lothar Becker die interaktive Late-Night-Chat-Sendung BTV4U chat_stream, bei welcher er von Juni bis September 2003 auch hinter den Kulissen als Redakteur, Chatmaster und Regisseur tätig war.
Im Sommer 2003 entwickelte er dann zusammen mit Lothar Becker und Thomas Numberger die interaktive und improvisierte Morningshow BTV4U Morgenmuffel, welche er von August 2003 bis Dezember 2004 fast durchgehend an 5 Tagen pro Woche moderierte. Im Mai 2004 wurde die Sendung Morgenmuffel mit dem zweiten Platz in der Kategorie Unterhaltung mit dem LfK-Medienpreis ausgezeichnet.
Nach der Einstellung von BTV4U wechselte Laser im Februar 2005 als Videoreporter zum Sender L-TV und entwickelte dort eine eigene wöchentliche Sportsendung mit dem Namen fanblock, welche er seitdem produziert.
2007 wurde Holger Laser für den VfB Stuttgart als Gesicht des neu gegründeten TV-Portals VfBtv tätig. Als Reporter berichtete er seither von den Spielen und Trainingslagern des Vereins und führte Interviews mit Spielern und Vereinsverantwortlichen durch. Zudem war er für die Moderation der jährlichen Saisoneröffnung und anderer Vereinsveranstaltungen zuständig. Er wurde im Mai 2008 mit dem LfK-Medienpreis für den ersten Platz in der Kategorie Fernsehen/Werbung und Promotion ausgezeichnet. 2012 übernahm Laser die Aufgabe des Stadionsprechers beim VfB Stuttgart.
Im Mai 2014 kandidierte Laser für die Freien Wähler bei der Gemeinderatswahl in Dätzingen, verfehlte jedoch die zum Einzug in den Gemeinderat erforderliche Stimmenanzahl.
Seit dem 16. Januar 2017 moderiert Holger Laser die wöchentliche Sportsendung „SportiF“ auf der Filstalwelle.